# Pearisburg
Pearisburg – miasto w Stanach Zjednoczonych, w stanie Wirginia, siedziba administracyjna hrabstwa Giles.